# 2. sudanske borgerkrig
Den 2. sudanske borgerkrig (arabisk: الحرب الأهلية السودانية الثانية; al-Ḥarb al-ʾAhliyyah as-Sūdāniyyah aṯ-Ṯāniyyah), blev udkæmpet fra 1983 til 2005 mellem den sudanesiske regering, baseret i den nordlige, islamske og arabisktalende del af landet, og Sudan People's Liberation Army/Movement (SPLA/M), som kæmpede for selvstyre i den sydlige, flersprogede, kristne og animistiske del af Sudan, kendt som Sydsudan. Krigen var i store træk en fortsættelse af den 1. sudanske borgerkrig fra 1955 til 1972. Konflikten var primært lokaliseret i Sydsudan og var en af de længstvarende og blodigste i slutningen af 20. århundrede. Omkring 1,9 million civile mistede livet og mere end 4 millioner blev i løbet af krigen tvunget på flugt. Dette gør krigen til en af de krige der siden Anden Verdenskrig har haft flest civile ofre.  Krigen sluttede med underskrivelsen af en fredstraktat i januar 2005.

## Baggrunde og årsager
Denne krig er normalt blevet karakteriseret som en konflikt mellem den ikke-arabiske befolkning i syd og den arabisk-dominerede centralregering. Det centrale Sudan har været genstand for konflikt længe, og senest siden 17. århundrede har kongeriger og stormagter forsøgt at kontrollere og regere kvæghyrderne i det sydlige Sudan, uden at på noget tidspunkt at vinde den fulde kontrol. Under det britisk-egyptiske kolonistyre blev Nord- og Sydsudan administreret separat. Efter Sudans selvstændighed i 1955 blev landet kontrolleret af nordsudanesere, hvilket medførte utilfredshed i befolkningen mod syd og en række væbnede konflikter.

## Forløb
- 1972 de ikke-muslimske befolkningsgrupper i Sydsudan opnår en autonom status efter afslutningen på 1. sudanske borgerkrig.
- 1983 startes en opstand i Sydsudan pga. overtrædelse af aftalen om autonomi da centralregeringen i Khartoum vil indføre sharialovgivning i hele landet. En anden grund er uenigheder om fordelingen af indtægterne fra olieudvindingen.
- 1989: Efter et statskup overtager organisationen Det muslimske broderskab magten i Khartoum. Den nye regering erklærer jihad mod oprøret i Sydsudan.